# Хемверн
Данська охорона (дан. Hjemmeværnet, HJV) — служба данських військових, яка раніше займалася лише захистом території Данії але з 2008 року вона також брала участь у військових операціях Данії в Афганістані та Косові.
Служба у даних частинах є добровільною та неоплачуваною, хоча членам втрата доходу після виходи із роботи, транспортні витрати та інші основні витрати компенсуються. Старші офіцерські та деякі інші допоміжні посади оплачуються. Необоронений жіночий армійський корпус (Лоттекорпсет) був злитий у 1989 році з тодішньою загальною гвардією, щоб сформувати справжню озброєну гвардію без різниці у статті.

## Історія
Організація була створена після Другої світової війни. Данська охорона була натхненна рухом опору що діяв у Данії під час війни.і Основною метою на початку була захист і партизанська діяльність проти радянського вторгнення (хоча офіційно не писалось). Засновано 11 червня 1945 р у місті Оденсе, 250 представників рухів опору та уряду, обидва мали свої інтереси у новій домашній гвардії.
Рухи опору не були зацікавлені у народній армії, якою б керував уряд, а уряд не був зацікавлений в тому, щоб народна армія була незалежною і використовувалася лише військовослужбовцем без представництва парламенту.
Через ці розбіжності було зроблено просте рішення проблеми.
У домашньої гвардії повинні були бути два керівники: генерал-майор і представник, обраний парламентом. Організація фінансується парламентом, але підпорядкована прямо міністерству оборони, щоб обидві сторони не змогли розвалити чи використовувати її в своїх цілях.
Вважається що данська домашня охорона в кінцевому підсумку повинна була залежати від волі народу, а не уряду. Причиною цього було те, якби б виникла ситуація нової війни, подібної до періоду Другої світової війни. Коли б відбулась окупація домашня охорона була б гарантією, для людей, що організація все робить щоб захищати кожного громадянина від злочинів проти людства.
Серед них — переслідування політичних та релігійних переконань, прямий гніт та геноцид.
Це, насамперед, забезпечить дотримання демократії або прав людини.
Громадська охорона повинна була б користуватися довірою і повагою громадськості, оскільки багато членів були колишніми бійцями опору; людей які боролися за Батьківщину і відстоювали права кожної особи, їх сімей, друзів та близьких.
З утворенням домашньої гвардії, члени-засновники присягалися захищати народ Данії від усіх ворогів, як іноземних, так і внутрішніх. Остстає прямо натякає на Данський уряд ;який підтримував нацистську Німеччину, передаючи данських громадян гестапо в часи війни.
Незважаючи на це, члени, які мали місце в уряді під час окупації, заявили, що такі дії були вчинені для захисту решти людей від подальших військових злочинів. Домашня охорона була б військовим крилом, що допомагає захистити Данію від іноземних агресорів, а також постійно нагадувала політикам, які будуть зловживати владою що вони теж перебувають під пильним оком.
З падінням Радянського Союзу домашня гвардія, з її дорожнечею в утримувані сприймалась багатьма датчанами як непотрібні витрата, та застаріла організація. Дуже мало уваги було надано Домашній гвардії як організації, що забезпечує стабілізаційний фактор між волею людей та владою уряду. У відповідь на думку людей про Домашню гвардію, уряд Данії доручив організації додаткові обов'язки в 2004 році. Він повинен бути підготувати для захисту території Данії в бойові часи, а також бути в змозі взяти на себе завдання, щоб допомогти цивільним особам під час стихійних лих інших бід, тим самим перерозподіливши витрати, які багато хто вважав непотрібними. Все це суперечило цінностям Домашньої гвардії.
В останні роки зміни в данській політичній системі, яка певною мірою зобов'язана, призвела до «нового часу для домашньої гвардії». На своїй англійській вебсторінці організація заявляє, що: «Загальна місія для домашньої охорони — це посилення та підтримка армії, ВМС та ВПС у виконанні їх завдань». З домашньою гвардією, включеною в Закон про оборону уряду разом з власними рекламними роликами домашньої гвардії, які наголошують на надзвичайній допомозі, на відміну від збройної противаги, яка гарантує, що будь-який данський уряд, який зараз чи в майбутньому залишається на місці, може розпочатися суперечка з питання про те, чи справді ця організація сьогодні добровільно зобов'язана своєю лояльністю до уряду, а не народу. Нещодавно Домашня гвардія зробила певні зміни, що означає деякий відхід від популярних корінь минулого року. Домашня гвардія все ще є добровільною силою, і вона буде і надалі, але події зробили необхідним розбити сили на дві основні частини (Активна сила і резерв). Щоб мати статус активного статусу, календарний рік повинен бути не меншим за 24 документованих години. Крім того, треба дотримуватися інших критеріїв для збереження вашої зброї. Резервні сили все ще є частиною загальної міцності, але не мають зброї чи обладнання. Крім того, був створений силовий елемент, що називається Центром зацікавленості щодо стабілізації (CSI) (міжнародна організація Home Guard Danish). Центр залучення стабілізації відповідає за міжнародні завдання Данської Гвардії та внесок у міжнародне стабілізаційне співробітництво Данії. Внесок Danish Home Guard включає формування військового потенціалу, військову підтримку реконструкції цивільного населення, підтримку гуманітарних зусиль та інші міжнародні завдання, включаючи захист сил безпеки. З 2001 р. Все більше кваліфікованих персонажів домашньої гвардії направляються за кордон нарівні з армією, флотом і військово-повітряними силами, особливо як групи захисту під егідою Jægerkorpset, а також як охоронні взводи в Косово та Афганістані. Плани існують також для відправлення бойових лікарів домашньої гвардії за кордон.

## Гвардія у мирному житті
Домашня гвардія часто надає звичайну допомогу іншим органам влади, особливо поліції. 
Це, зокрема, поліцейська організація Home Guard, якій вона  допомагає керувати трафіком, також допомагає шукати зниклих осіб та об'єкти, а також охороняти місця злочинів тощо.
Під час COP15 у 2009 році 1200 співробітників домашньої охорони допомагали поліції в Копенгагені. Більшість з них охороняли та патрулювали, але деякі з них були водіями.
Члени поліцейської компанії також навчені надавати так звану спеціальну допомогу поліції, це можуть бути завдання, які можуть спричинити застосування сили проти цивільних осіб (усі види поліцейської роботи). Аое попередньо дана допомога повинна бути обговорена між міністром оборони та міністром юстиції.